# Pierre Goudesone

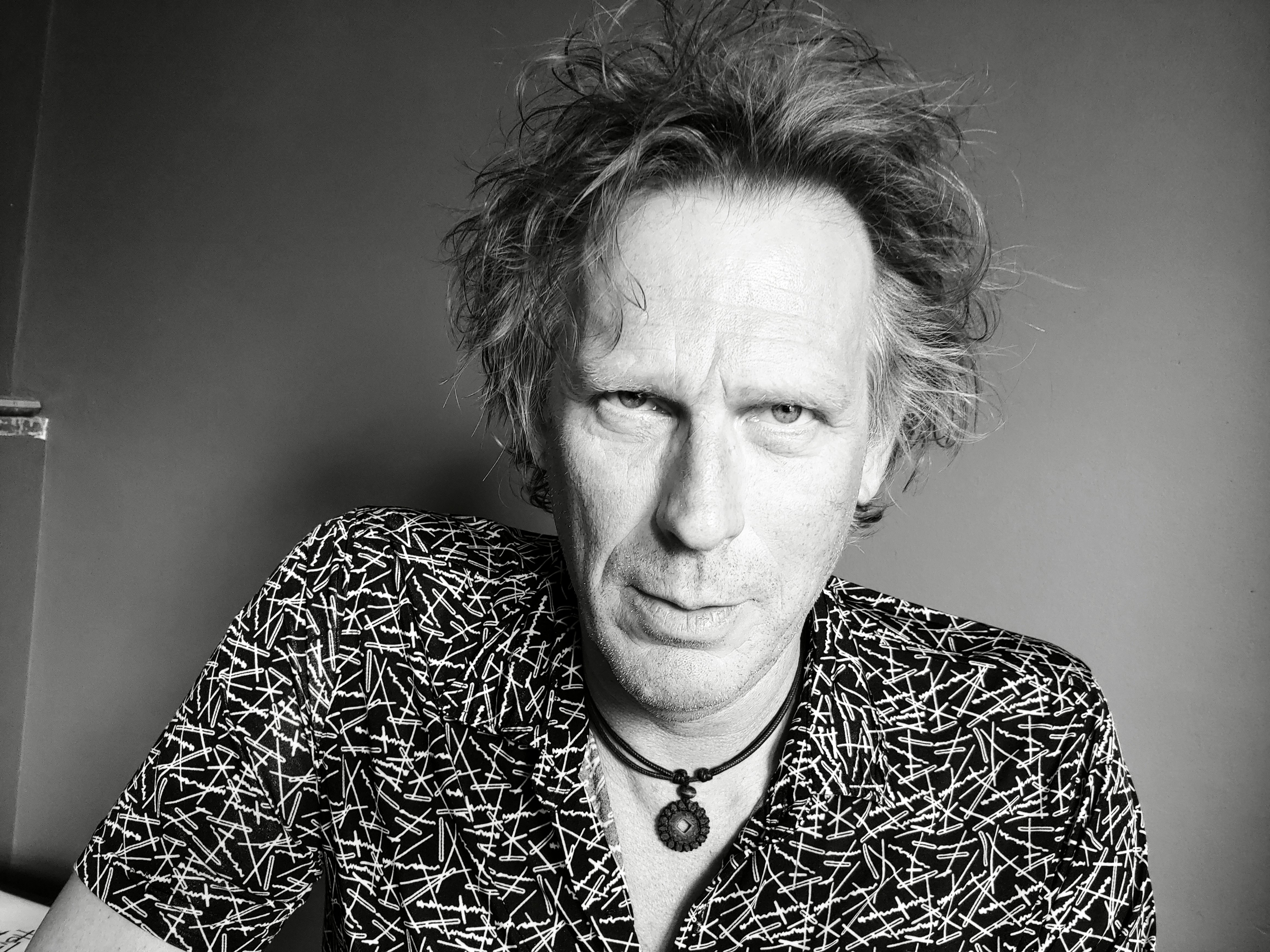
Pierre Goudesone (6 december 1961)

Jean Pierre Marie Nicolas (Pierre) Goudesone (Oostende) is een Belgische muzikant, zanger, bassist en producer en woont en werkt sinds 1984 in Brussel.

## Biografie

### Jeugd
Goudesone studeerde architectuur aan de Sint-Lucasschool Gent.
In Oostende speelt hij als bassist met zijn eerste groep The View in kleine clubs en omstreken. Hij ontmoet er Marvin Gaye en Odell Brown. Zij nemen hem onder hun vleugels mee naar de studio in Ohain waar ze aan het album "Midnight Love" werken.
Onder de indruk en om zelf z'n kans te wagen in de muziek, verhuist hij eind 1984 naar Brussel.

### Flesh&Fell
In Brussel neergestreken richt hij er de new wave band Flesh&Fell op samen met zangeres Cathérine Vanhoucke.
In 1985 worden ze uitgenodigd in het Brabantse team onder leiding van Johan Verminnen voor de Baccarabeker in Middelkerke.
Datzelfde jaar komt hun debuut "Hunger" uit, geproduceerd door Jean-Marie Aerts van TC Matic. Optredens volgen zowel in België als in Nederland.
Een tweede Maxi "Emma" (1986), een cover, waarvan Hot Chocolates label RAK Records van Micky Most initieel interesse toont en hen uitnodigt naar Londen, wordt echter dichter bij huis op EMI uitgebracht.
In 1988, wegens onenigheden met Cathérine, wordt Flesh&Fell opgedoekt.
In 2013 heractiveert hij Flesh&Fell met het album "Flesh&Fell" op het Berlijnse label "Out of Line".
Het tweede album "Icarus" verschijnt in 2017.

### Begin jaren 90
Goudesone speelt als bassist bij Niki Mono en toert met het album "Contradictions are a luxury" door Frankrijk, Italië en Joegoslavië.

### Speaking T
Goudesone heeft nu een eigen studio en gaat producen.
In 1996 start hij met een nieuwe band, Speaking T, met de Amerikaanse zanger Markest Tate.
In 1998 verschijnt het album "Gravity Killed The Acrobat".
In 2004 verschijnt het album "Poised And Ready" met de David Bowie cover "Sound and Vision" geproduceerd in Londen door Dave Harrow aka James Hardway (Anne Clark).

### Een nieuw begin, Goudi
In 2007 brengt hij een eerste solosingle uit onder de naam Goudi "La Belgiek est Chic".
In 2009 volgt het debuutalbum "Goudi" en de uitgeweken Oostendenaar wordt uitgenodigd door Arno, curator op "Theater aan Zee".
In 2012 volgt het tweede album "Bissextile".
In 2016, het derde album "Midnight Fever" met een cover van Otis Redding "(Sittin' on) The Dock of the Bay".

## Discografie
- Flesh & Fell
- Pierre Goudesone

Hunger (ep 1985)

Emma (maxi-single 1986)

Emma (single 1986)

The devil in me (single 2013)

Flesh & Fell (cd-Album 2013)

Tipsy (single 2014)

Poker Joker (single 2015)

Icarus (vinyl album 2017)
Compilatiealbums: 

Harde Tijden (1987)

Het Beste uit de Belpop 1985 (2005)

Het Beste uit de Belpop 1986 (2005)
- WTP

Joe Jean (cd-single 1993)

Joe Jean (7”-single 1993)

Joe Jean (12”-remix unity mixers 1993)
- Speaking T

Life’s a bitch (cd-single 1998)

Souldeep (cd-single 1998)

Gravity killed the acrobat (cd-album 1998)

For I’m a dreamer (cd-single 1999 Luc Vanacker remix)

Follow my lead (cd-single 2003)

Poised & Ready (cd-album 2004)

Sound & Vision (cd-single 2005)
- Goudi

La Belgiek est chic (single 2007)

Inside me (single 2009)

Goudi (cd-album 2009)

L’été Western (single 2010)

Bissextile (cd-album 2012)

Systématique (single 2012)

Dock of the bay (single 2016)

So pristine (single 2016)

High on you (single 2016)

Midnight Fever (cd-album 2016)